# Daimabad
Daimabad és un llogaret desert i ara un jaciment arqueològic a la riba esquerra del Pravara, un afluent del Godavari, a Shrirampur taluka, al districte d'Ahmednagar, de l'estat de Maharashtra de l'Índia.
Aquest jaciment, el va descobrir B. P. Bopardikar al 1958. Ha estat excavat tres vegades pels equips del Servei Arqueològic de l'Índia. La primera excavació, del 1958-59, es feu sota la direcció de M. N. Deshpande. La segona, del 1974-75, la va dirigir S. R. Rao. Les excavacions entre 1975-76 i 1978-79 es van dur a terme sota la direcció de S. A. Sali. Les troballes de Daimabad suggereixen que la cultura del Cementeri Harappa tardana (de la Vall de l'Indus) s'estengué fins a l'altiplà del Dècan. Daimabad és famosa per la recuperació de molts objectes de bronze, alguns influïts per la civilització de la vall de l'Indus.

## Fases d'ocupació
Les excavacions practicades en un jaciment d'habitatges de 5 m de gruix tragueren a la llum cinc fases culturals de l'edat del coure diferents, basades en la seua ceràmica pintada característica:
- Fase I: cultura Savalda (abans del 2300/2200 abans de la nostra era)
- Fase II: civilització de la vall de l'Indus (c. 2300/2200-1800 ae)
- Fase III: cultura Daimabad (ceràmica negra sobre beix/crema) (c. 1800-1600 ae)
- Fase IV: cultura Malwa (c. 1600-1400 ae)
- Fase V: cultura Jorwe (c. 1400-1000 ae)

Hi ha una interrupció en l'ocupació de mig segle, si fa no fa, entre la Fase II (període de la cultura del Cementeri Harappa tardà) i la Fase III (període Daimabad).(1)

### Fase I: cultura Savalda
Les cases d'aquesta fase de Daimabad eren de parets de fang amb extrems arredonits, trilaterals, d'una, dues i tres habitacions, amb llars, fossats d'emmagatzematge prehistòrics i àmfores. A vegades n'hi havia patis al davant, i en un lloc s'ha traçat un camí. Les restes vegetals contenien ordi, llentilles, pèsols, pèsols de farratge i gra negre-gra verd. En l'excavació es trobaren anells de coure i bronze, denes de petxina, terracota, cornalina i àgata, micròlits, puntes de fletxa d'os i moles de pedra. Dins d'una casa es trobà un objecte d'àgata amb forma de fal·lus. La ceràmica d'aquesta fase era de gra mitjà a gruix, fabricada a torn lent i tractada amb engalba grossa, que presentava clivells i adquiria colors marró clar, xocolata, roig i rosa. En la majoria dels casos la pintaven de color ocre rogenc i només en uns pocs casos amb pigments blancs i negres. La ceràmica grisa brunyida, l'ondulada negra brunyida i la vermella gruixuda feta a mà amb decoració incisa i aplicada també s'hi trobaren.

### Fase III: cultura Daimabad
La ceràmica típica d'aquesta fase era una pisa negra sobre crema, sobretot una ceràmica feta a torn lent, amb exemples tornejats a torn ràpid. Es tractava exteriorment amb una engalba fina, i es pintava en negre amb dissenys sobretot geomètrics. Fulles microlítiques, eines d'os, una sola peça d'ullal d'elefant treballat, denes i un parell de fragments d'anells graduats de terracota usats potser com a mesuradors, són les troballes significatives d'aquesta fase. En les restes vegetals, s'hi afegí el jacint. S'hi va trobar part d'un forn de fosa de coure. Els tres enterraments que aparegueren en aquesta fase eren de tres tipus diferents: una tomba de fossa, una urna funerària després de la cremació, i un enterrament simbòlic.(2)

### Fase IV: cultura Malwa
S'hi han identificat diferents restes estructurals d'aquesta fase. Les cases de fang eren espaioses, normalment rectangulars, amb pisos arrebossats de fang, pals de fusta incrustats a les grosses parets de fang i esglaons que conduïen a la porta des de fora. Una casa amb forns, un amb fulla de coure, s'identificà com un taller de metal·lúrgia. Per la presència d'altars de foc, algunes estructures es van classificar provisionalment com a religioses. També hi aparegué un conjunt estructural elaborat que, a més dels habitatges, incloïa una plataforma de fang d'uns 18 m de longitud amb altars de foc de diferents formes i una estructura de parets de fang en forma d'absis, segurament un temple relacionat amb l'activitat sacrificial. Hi havia 16 enterraments en aquesta fase, fosses o urnes. Al fons de les fosses hi havia branquetes d'una planta fibrosa. Entre els objectes trobats n'hi havia fulles microlítiques, objectes de coure, denes de pisa, artefactes de terracota i os. Entre les restes vegetals hi havia ordi, tres tipus de blat, mill, llentilles i llegums. La Sugandha bela (Pavonia odorata) es devia emprar per a preparar perfums. Les formes de la ceràmica que es donaven en aquesta fase, com el bol crestallera, l'atuell de tipus handi amb pic tubular, el bol corbat i la lota continuaren en la fase Jorwe.(1)

### Fase V: cultura jorwe
L'assentament augmentà a unes 30 hectàrees en aquest període. S'hi van descobrir 25 cases: d'un carnisser, un fabricant de calç, un terrissaire, un fabricant de granadures i un comerciant. Aquesta fase conté cinc subfases. En la primera es trobaren 11 cases, dos forns i una cabana de carnisser. En la segona fase estructural es trobaren dues cases. Cinc cases en la tercera i quarta fases. En la cinquena se'n van trobar dues estructures. Es descobriren restes d'un mur de fortificació de fang amb bastions. La pisa Jorwe trobada en els nivells inferiors, amb tots els tipus i dissenys pintats típics, era de color roig intens amb una superfície brillant semblant a la pisa vermella llustrosa. Les ceràmiques relacionades n'eren la grisa brunyida i la ceràmica gruixuda feta a mà. Els objectes trobats hi incloïen micròlits, objectes de coure, denes i estatuetes de terracota. També hi aparegué un segell cilíndric de terracota amb una escena de processó dins d'un bosc, un carro tirat per un cavall, seguit d'un cérvol que mirava majestuosament cap enrere, i davant un animal de coll llarg, segurament un camell. Les restes de conreus que hi aparegueren eren molts semblants als de la fase anterior, amb l'afegit de tres nous tipus de mill, mill joda (Paspalum scrobiculatum), mill italià i mill gran. Del 48 enterraments d'aquesta fase, 44 eren en urnes, 3 en fosses ampliades i un era un enterrament ampliat en una urna.(2)

## Tresor de Daimabad
El descobriment més interessant del jaciment és un tresor de quatre objectes de bronze, trobat per un granger local, Chhabu Laxman Bhil, el 1974. Ensopegà amb aquests artefactes mentre excavava en la base d'un arbust al llogaret de Daimabad. Després els donà a una persona prestigiosa del poble, Lal Hussein Patel (treballador social). Aquest darrer n'informà el Servei Arqueològic de l'Índia, que més tard el va adquirir i ara és en el Museu Chhatrapati Shivaji Maharaj Vastu Sangrahalaya de Bombai. L'escultura d'un carro és a hores d'ara al Museu Nacional de Nova Delhi.
El tresor es compon de:
1. Una escultura d'un carro, de 45 cm de llargada i 16 cm d'ample, amb un jou de dos bous, conduït per un home 16 cm d'alt, dempeus en el carro;
2. Una escultura d'un búfal asiàtic domèstic, de 31 cm d'alt i 25 cm de llarg, dempeus sobre una plataforma de quatre potes unida a quatre rodes massisses;
3. Una escultura d'un elefant de 25 cm d'alt sobre una plataforma de 27 cm de llargada i 14 cm d'ample, semblant a l'escultura del búfal, però hi falten els eixos i les rodes;
4. Una escultura d'un rinoceront de 19 cm d'alt i 19 cm de llarg dempeus sobre dues barres horitzontals, cadascuna unida a un eix de dues rodes massisses.

Els arqueòlegs no es posen d'acord sobre la data d'aquestes escultures. Basant-se en proves circumstancials, M. N. Deshpande, S. R. Rao i S. A. Sali pensen que aquests objectes pertanyen al període Harappa tardà. Però, tot basant-se en l'anàlisi de la composició elemental d'aquests objectes, D. P. Agarwal conclou que podien pertànyer al període històric. Es basa en el fet que contenen més d'un 10% d'arsènic, mentre que no s'ha trobat aliatge d'arsènic en cap altre artefacte de l'edat del coure.(6)